# Blessing Oborududu
Blessing Oborududu, née le 12 mars 1989, est une lutteuse féminine nigériane.

## Parcours en compétitions internationales
Blessing Oborududu est née le 12 mars 1989 à Gbanranu, dans la région sud de l'État de Bayelsa au Nigeria. Elle porte les espoirs du Nigeria dans les compétitions internationales en lutteuse féminine tout au long des années 2010, avec plusieurs succès notoires. En particulier, elle monte sur la deuxième place du podium, en moins de 63 kg, aux Jeux du Commonwealth de 2010 à Delhi, en Inde . Elle participe à l'épreuve de lutte féminine, en moins de 63 kg, aux Jeux olympiques d'été de 2012, à Londres. Elle est éliminée pour cette première participation olympique en 1/8 de finale par la Polonaise Monika Michalik,..
Deux ans plus tard, elle remporte la médaille de bronze dans les poids moyens féminins aux Jeux du Commonwealth de 2014, à Glasgow, battant l’anglaise Chloe Spiteri dans le match déterminant pour cette médaille.
Elle est médaillée d'or dans la catégorie des moins de 63 kg en 2015 à Brazzaville. Elle participe également  aux Jeux olympiques d'été de 2016 dans la catégorie des poids moyens féminins, mais s’incline au deuxième tour face à la Mongole Soronzonboldyn Battsetseg.
Elle remporte une médaille d'or dans la catégorie des femmes de 63 kg aux Jeux de la solidarité islamique de 2017,.
Elle remporte également une médaille d'or aux Jeux du Commonwealth 2018 à Gold Coast en Australie, dans l'épreuve de lutte libre féminine des moins de 68 kg, en battant la Canadienne Danielle Lappage. Mais elle échoue à atteindre le podium en championnat du monde 2018, à Budapest. Elle obtient à nouveau une médaille d'or fin août 2019 aux Jeux africains de 2019 à Rabat au Maroc dans la catégorie des moins de 68 kg. L’équipe de lutte féminine du Nigeria domine d’ailleurs cette compétition et obtient 5 médailles d’or sur les 6 catégories. Le reste de l’année 2019 est plus médiocre : elle passe  de la quatrième place à la septième, dans le classement mondial établi par l’United World Wrestling.
Elle revient à la troisième place de ce classement en début d’année 2020, grâce à ses résultats au premier "ranking serie" de la saison, le Matteo Pellicone. Elle remporte ensuite la médaille d'or de l'épreuve féminine de 68 kg en lutte libre aux Championnats d'Afrique de lutte 2020, passant ainsi au deuxième rang mondial dans sa catégorie de poids.
Elle est médaillée d'or dans la catégorie des moins de 68 kg aux Championnats d'Afrique de lutte 2022 à El Jadida ainsi qu'aux Championnats d'Afrique de lutte 2023 à Hammamet.
Elle est médaillée d'or dans la catégorie des plus de 70 kg aux Jeux africains de plage de 2023 à Hammamet.
En mars 2024, elle est médaillée d'or dans la catégorie des moins de 68 kg aux Jeux africains à Accra ainsi qu'aux Championnats d'Afrique à Alexandrie. En août de la même année, elle participe aux jeux olympiques d'été à Paris toujours en lutte libre dans la catégorie des moins de 68 kg. C'est sa quatrième participation à des jeux olympiques depuis 2012. Elle élimine la lutteuse française Koumba Larroque en quart de finale, mais est battue en demi-finale  par Meerim Zhumanazarova, lutteuse kirghize.

## Palmarès

### Championnats d'Afrique
- Médaille de bronze en lutte féminine dans la catégorie des moins de 59 kg en 2009 à Casablanca
- Médaille d'or en lutte féminine dans la catégorie des moins de 59 kg en 2010 au Caire
- Médaille d'or en lutte féminine dans la catégorie des moins de 63 kg en 2011 à Dakar
- Médaille d'or en lutte féminine dans la catégorie des moins de 63 kg en 2013 à N'Djaména
- Médaille d'or en lutte féminine dans la catégorie des moins de 63 kg en 2014 à Tunis
- Médaille d'or en lutte féminine dans la catégorie des moins de 63 kg en 2015 à Alexandrie
- Médaille d'or en lutte féminine dans la catégorie des moins de 69 kg en 2016 à Alexandrie
- Médaille d'or en lutte féminine dans la catégorie des moins de 63 kg en 2017 à Marrakech
- Médaille d'or en lutte féminine dans la catégorie des moins de 68 kg en 2018 à Port Harcourt
- Médaille d'or en lutte féminine dans la catégorie des moins de 68 kg en 2019 à Hammamet
- Médaille d'or en lutte féminine dans la catégorie des moins de 68 kg en 2020 à Alger
- Médaille d'or en lutte féminine dans la catégorie des moins de 68 kg en 2022 à El Jadida
- Médaille d'or en lutte féminine dans la catégorie des moins de 68 kg en 2023 à Hammamet

### Jeux africains
- Médaille d'or en lutte féminine dans la catégorie des moins de 63 kg en 2015 à Brazzaville
- Médaille d'or en lutte féminine dans la catégorie des moins de 68 kg en 2019 à Rabat
- Médaille d'or en lutte féminine dans la catégorie des moins de 68 kg en 2024 à Accra

### Jeux africains de plage
- Médaille d'or en lutte de plage féminine dans la catégorie des plus de 70 kg en 2023 à Hammamet

### Jeux du Commonwealth
- Médaille d'argent dans la catégorie des moins de 63 kg en 2010 à Delhi
- Médaille de bronze dans la catégorie des moins de 63 kg en 2014 à Glasgow
- Médaille d'or dans la catégorie des moins de 68 kg en 2018 à Gold Coast
- Médaille d'or dans la catégorie des moins de 68 kg en 2022 à Birmingham

### Jeux de la solidarité islamique
- Médaille d'or en lutte féminine dans la catégorie des moins de 63 kg en 2017 à Bakou